# Eremitage (Waghäusel)

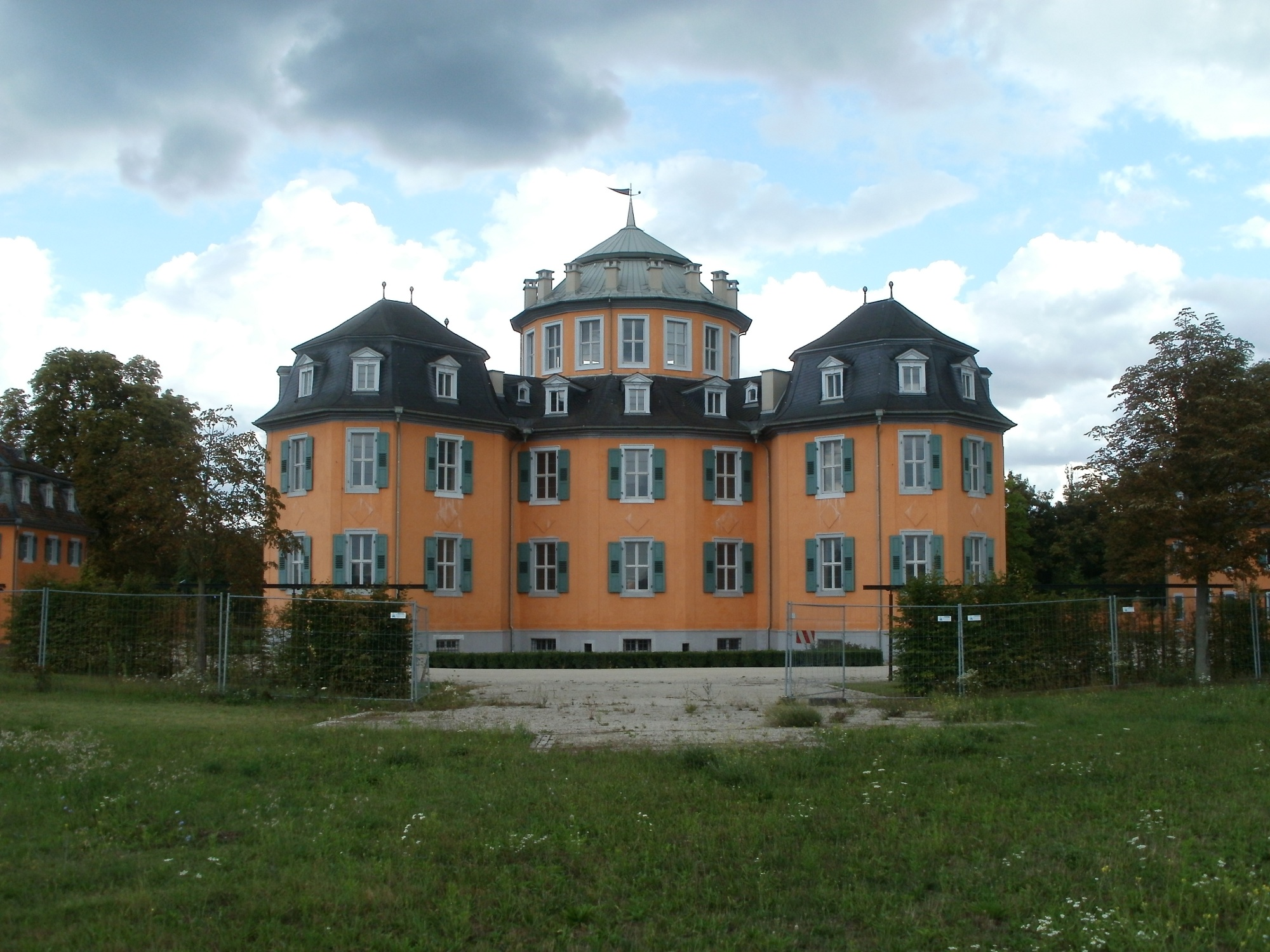
Die Eremitage

Die Eremitage in Waghäusel ist ein durch Damian Hugo Philipp von Schönborn ab 1724 errichtetes barockes Jagd- und Lustschloss.

## Geschichte

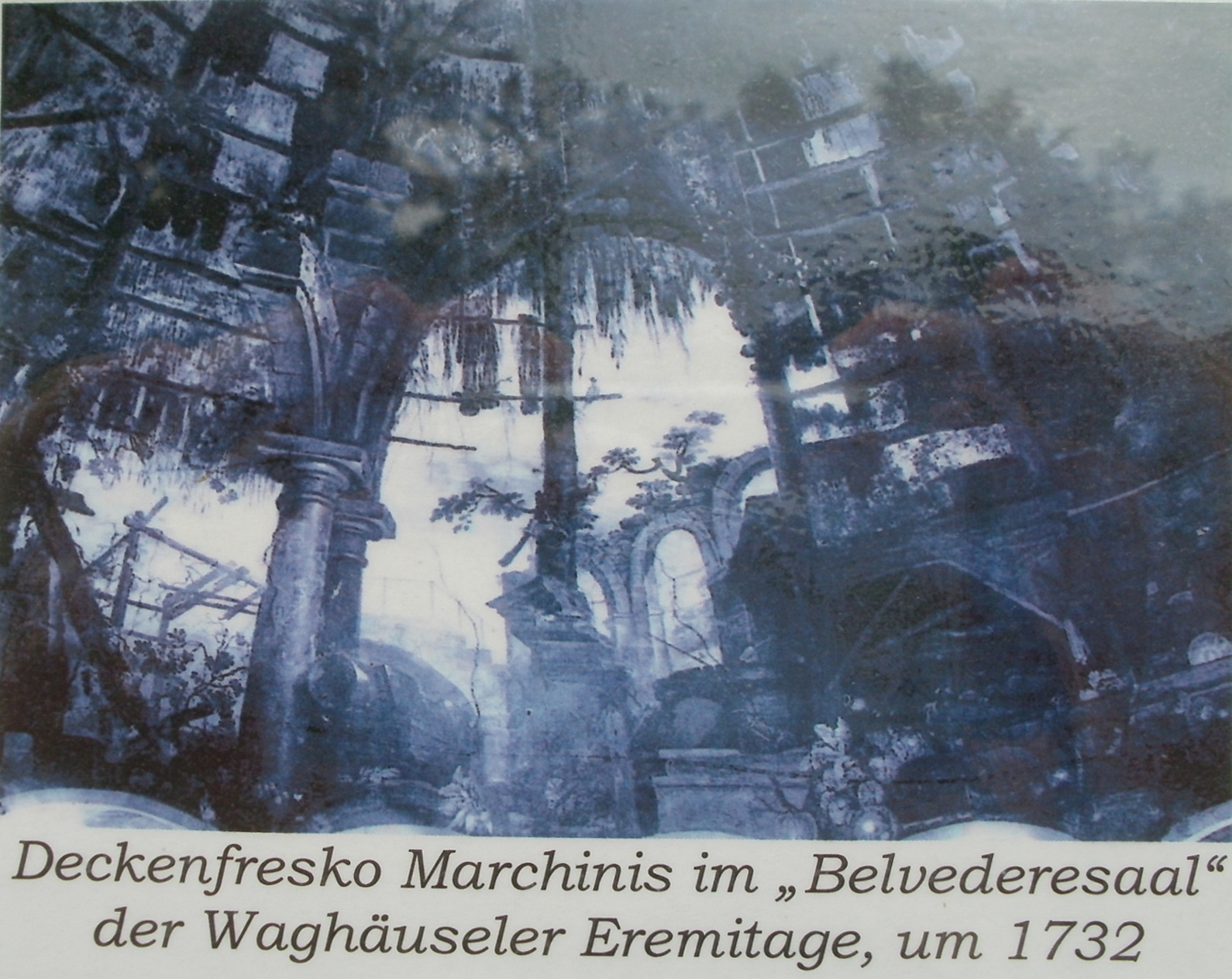
Deckenfresko von Marchini

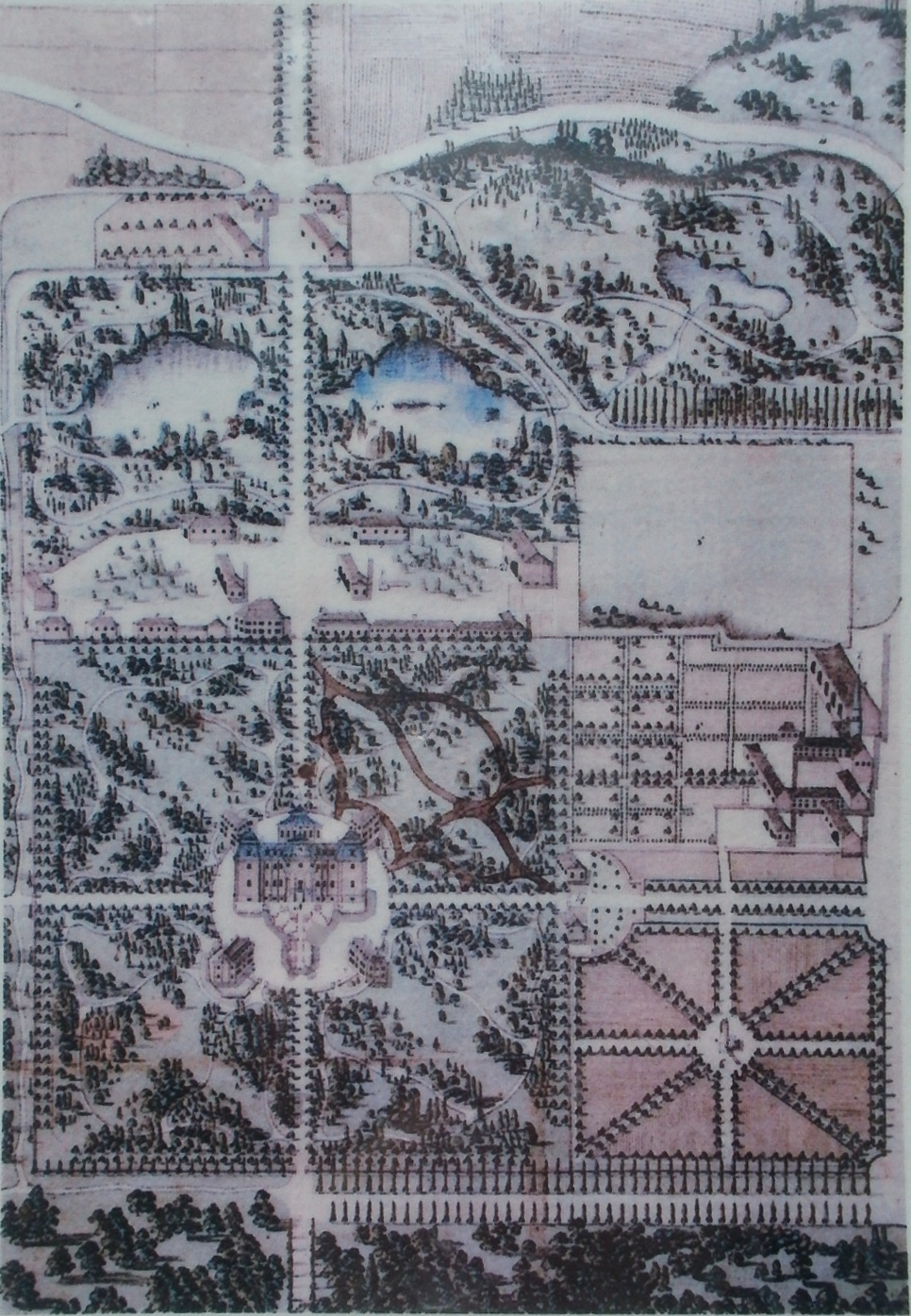
Plan der Eremitage um 1790

Im Zuge der Verlegung der Residenz des Speyerer Fürstbischofs von Speyer nach Bruchsal entstanden unter von Schönborn etliche Neubauten in fürstbischöflichen Besitztümern. Auf rechtsrheinischer Seite entstand ein Alleesystem, das die neue Residenz Bruchsal mit herrschaftlichen Anlagen wie Schloss Kislau und der Eremitage verband und erschloss. Die ersten Pläne für die Eremitage stammen von Michael Ludwig Rohrer. Er war der Hofbaumeister von Franziska Sibylla Augusta, der Markgräfin von Baden. Im Jahr zuvor war er schon bei Arbeiten am Schloss Bruchsal für Schönborn tätig. Die Pavillon-Architektur orientiert sich an Schloss Marly-le-Roi. Das Schloss wurde in den Jahren 1724 bis 1729 als sechzehneckiger Bau mit acht „Eremiten-Pavillons“ in einem von Mauern umgebenen Wegestern errichtet. Diese Anlage war vorbildhaft für Schloss Clemenswerth, Schloss Carlsberg bei Weikersheim, Jagdschloss Krähberg bei Beerfelden im Odenwald sowie Schloss Carlsruhe in Schlesien. 
Um 1732 erfolgte die Ausmalung durch ein Deckenfresko von Giovanni Francesco Marchini (1946 bei einem Brand zerstört). Wahrscheinlich auf Anregung Balthasar Neumanns wurden 1730 die Eremitenhäuschen durch vier zweistöckige Kavalierspavillons ersetzt. Gesichert ist die Erweiterung des Hauptbaues um vier neue Flügel, auch „Ohren“ genannt, unter Franz Christoph von Hutten sowie die Erweiterung der vier Kavalierspavillons durch Balthasar Neumann. 1783 ließ Damian August von Limburg eine Uhr mit Glockentürmchen und schmiedeeisernem Altan im Eingangsbereich anbringen. Nach der Auflösung des Hochstifts Speyer beim Reichsdeputationshauptschluss 1803 behielt der letzte Fürstbischof Philipp Franz Wilderich Nepomuk von Walderdorf bis zu seinem Tod im Jahr 1810 das Wohnrecht auf den Schlössern Bruchsal und Waghäusel.
1837 erwarb die „Badische Gesellschaft für Zuckerfabrikation“ die Schlossanlage vom badischen Staat und errichtete auf dem 13 Hektar großen Gelände die bis 1995 bestehende Zuckerfabrik Waghäusel. Die barocke Schlossanlage mit den vier Kavalierspavillons blieb bei den zahlreichen Fabrikneubauten weitestgehend unangetastet und diente der Fabrikverwaltung sowie als Werkswohnungen. Nur das nordwestliche Kavaliershaus musste 1969 einem Melassetank weichen. In den 1920er Jahren wurde der Hauptbau umfassend erneuert, dabei wich der schmiedeeiserne Altan dem heutigen neoklassizistischen Eingang. Im Inneren wurde die Geschosseinteilung zugunsten eines dreigeschossigen Kuppelsaales aufgelöst. 1997 verkaufte die Südzucker AG das Schlossareal an die Stadt Waghäusel. Seither wurde das denkmalgeschützte Ensemble mit Zuschüssen des Landes Baden-Württemberg umfassend saniert sowie die meisten Fabrikgebäude abgerissen. Außerdem wurde das historische Achsensystem durch Pflanzung von Baumalleen teilweise wiederhergestellt. Heute dient das Schlossgebäude Ausstellungen.

## Anlage

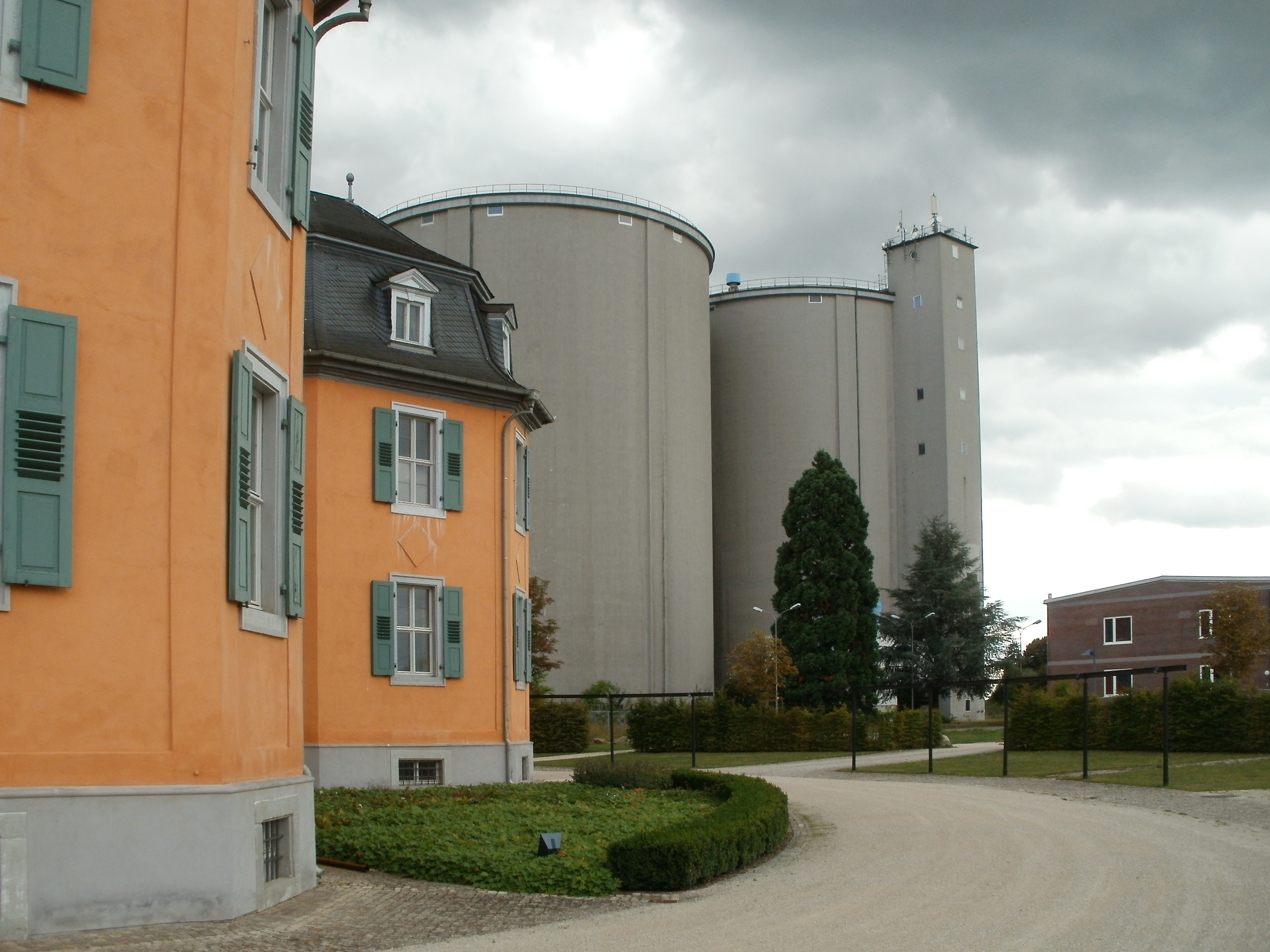
Eremitage und Silos (2020 abgerissen)

Die Eremitage in Waghäusel ist ein sechzehneckiger Zentralbau mit vier kreuzförmig angelegten Flügelbauten sowie drei (von ursprünglich vier) radial angeordneten Kavaliershäusern. Das Achsensystem ist eingebunden in die barocke Alleegliederung der Unteren Lußhardt. Noch heute führt die Landesstraße 555 schnurgerade von Waghäusel bis Kronau und markiert die Verbindungsachse zwischen den Schlössern Eremitage und Kislau. Als Vorbild gilt Schloss Marly-le-Roi, wobei in Waghäusel die sternförmige Anlage deutlicher ausgeprägt ist und damit als unmittelbares Vorbild für die oben genannten Schlösser angesehen werden darf. Der verhältnismäßig kleine Hauptbau ist zusammen mit den vier Flügelbauten zweigeschossig gegliedert und wird überragt von einem dritten Kuppelgeschoss. Auf Elemente wie Pilaster und Gesimse wurde verzichtet. Nur schmale Lisenen markieren die Kanten des Gebäudes. Die vielgestaltige Dachlandschaft mit Mansarddächern, Gauben und Zierkaminen verleiht dem Hauptbau ein pittoreskes Aussehen. Die kreisförmige Anordnung der Kavaliershäuser wird durch eine Umfassungsmauer mit Durchgängen unterstrichen. Das verlorengegangene Kavaliershaus ist durch eine Bodenmarkierung kenntlich gemacht worden. 
Von der Zuckerfabrik haben sich nur wenige Gebäude erhalten, darunter die Direktoren-Villa im Art-déco-Stil, sowie eine von der Raiffeisen-Genossenschaft genutzte Halle. Zwei markante Silos wurden 2020 abgerissen.
Im Küchenbau befindet sich eine Galerie und ein Café.

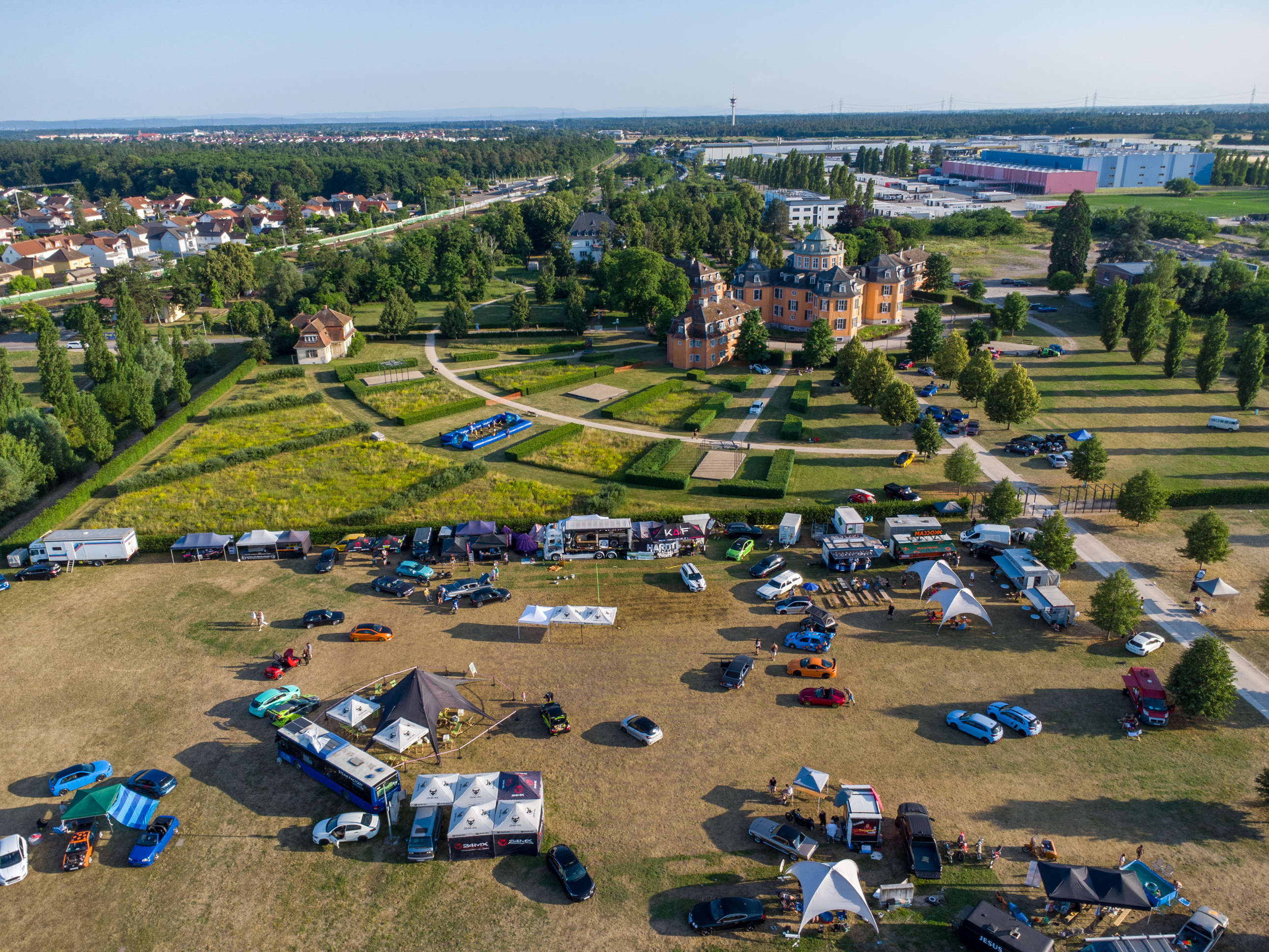
Luftbild der Eremitage mit Festwiese

 Eine große und die kleine Festwiese liegen östlich bzw. westlich der barocken Nordachse der Anlage und werden von einer Lindenallee gerahmt. Sie entstanden im Zuge der Umgestaltung des rund 40 Hektar großen Geländes nach dem städtebaulichen Wettbewerb von 2001 und dienen heute als multifunktionale Rasenflächen für Festivals, Konzerte und andere Großveranstaltungen.

## Bildergalerie

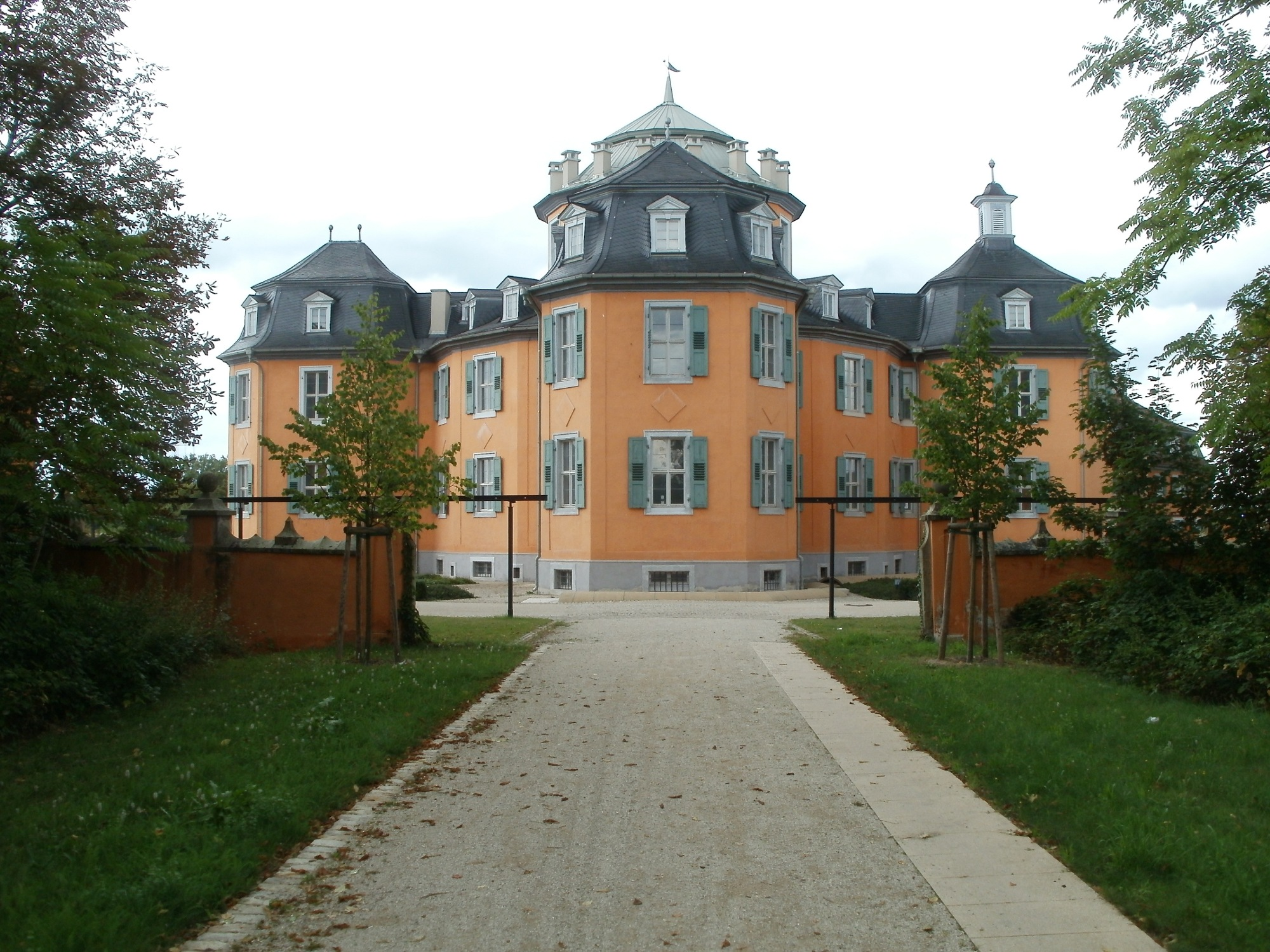
Haupteingang
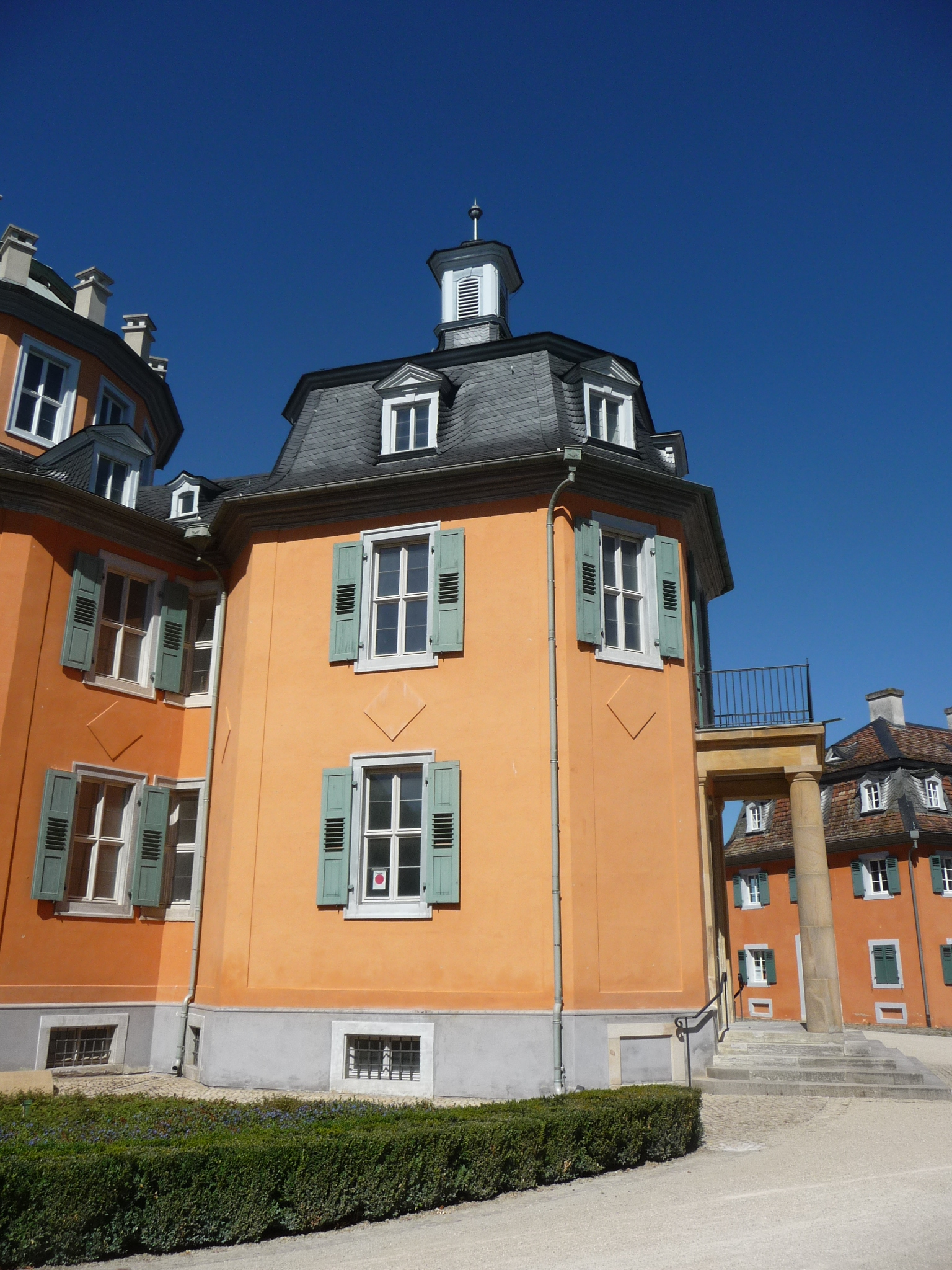
Gebäudetrakt
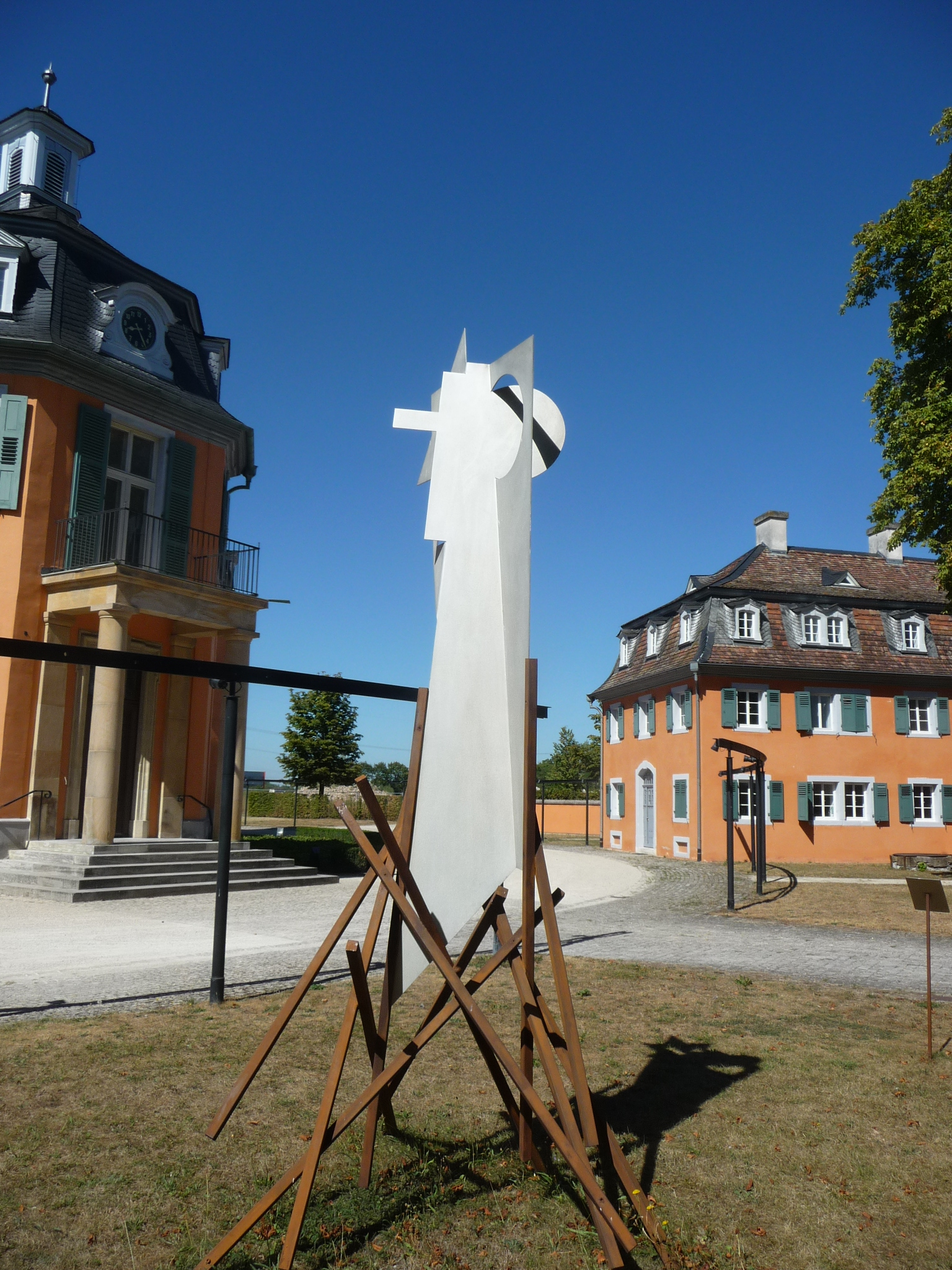
Skulptur
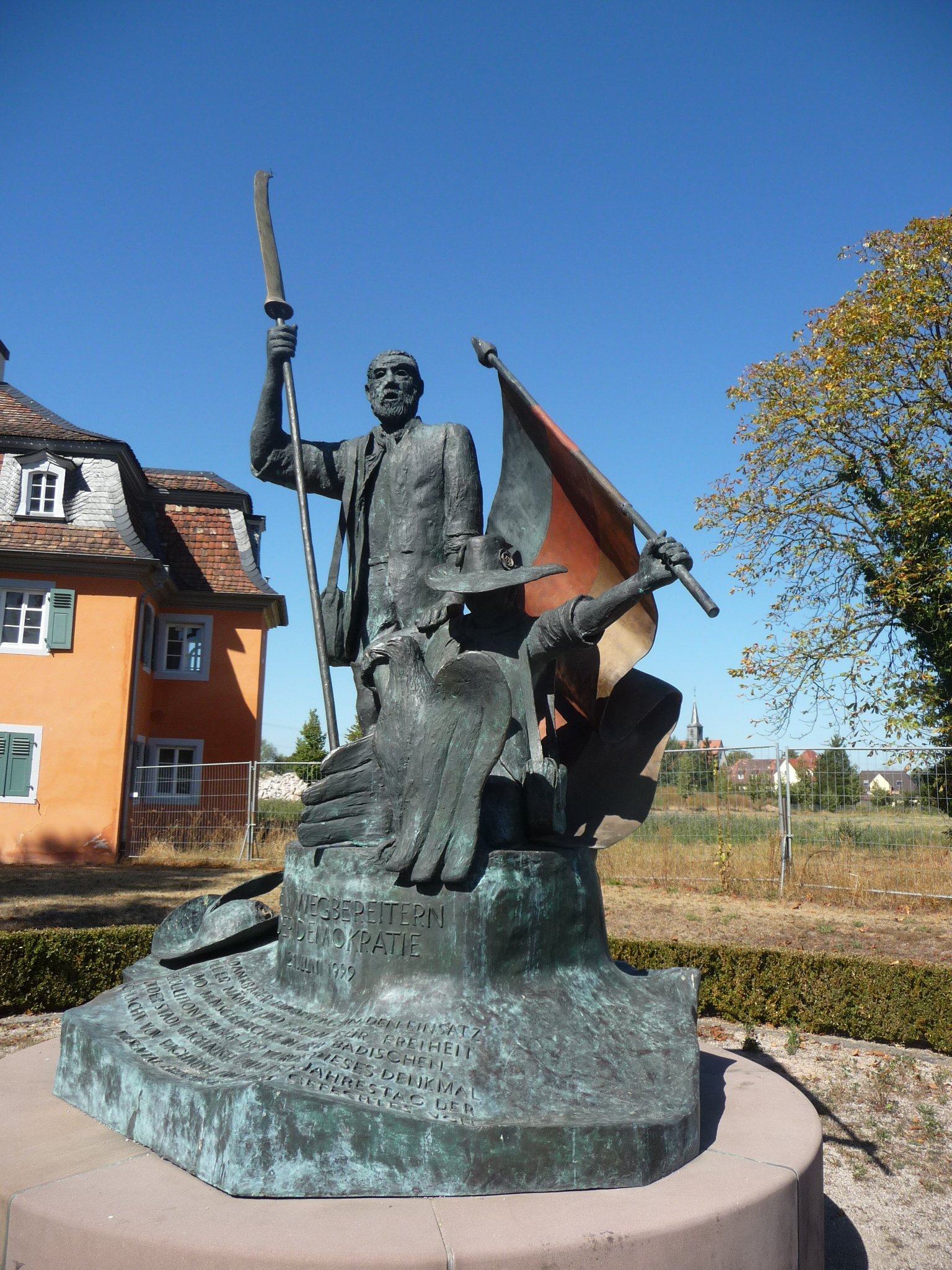
Die badischen Revolutionäre